# KNM-TH 13150
KNM-TH 13150, anche noto come mandibola di Tabarin o uomo di Tabarin, è il nome di repertorio di un fossile parziale della mandibola di Ardipithecus ramidus o Orrorin datato tra 4,4 milioni di anni fa, rinvenuto da Kiptalam Cheboi nel 1984, nel sito archeologico di Tabarin ad ovest del lago Baringo in Kenya.

## Tassonomia
Il fossile è stato attribuito a diversi generi e specie da diversi studiosi. I primi, Ward e Hill (1987), lo classificarono come Australopithecus afarensis. Nel 1989 Ferguson si pronunciò contro questa classificazione, ma ancora dieci anni dopo, Wood continua a sostenere la classificazione di A. afarensis, sostenuta anche da parte di diversi autori, senza però escludere la possibilità di rivedere la propria posizione sulla base di nuovi ritrovamenti, ipotizzandone una possibile classificazione alternativa come Ardipithecus ramidus e Australopithecus anamensis. Nel 2001, Cela e Ayala ne sostengo l'attribuzione iniziale alla specie Australopithecus afarensis, nella consapevolezza della difficoltà di tale classificazione basata su pochi dati fossili.
Studi successivi del 2015 e del 2022 lo classificano come Ardipithecus ramidus o Orrorin.

## Caratteristiche
Il frammento mandibolare destro conserva quasi intatti due molari, denominati M1 e M2, completi di corona.